# 向五子王
向 五子王（きょう ごしおう、生年不詳 - 566年）は、西魏や北周に反抗した少数民族の首長。

## 経歴
信州の少数民族の首長となった。555年（恭帝2年）、向白彪らとともに西魏に反抗し、信州の州城である白帝城を包囲して陥落させた。西魏の金州刺史の賀若敦や直州刺史の李遷哲らの攻撃を受けて敗れ、白帝城を奪回された。
北周の武成年間、五子王は冉令賢らとともに北周に反抗して蜂起し、白帝城を陥落させて、北周の開府の楊長華を殺害した。前後して北周の開府の元契や趙剛らが鎮圧に派遣されたが、五子王らはいずれも撃退した。566年（天和元年）、北周の開府の陸騰が王亮や司馬裔らを率いて益州に赴くと、楼船を準備して、長江を下った。このころ五子王は石黙城に拠り、子の向宝勝は双城に拠り、冉令賢は水邏城に拠っていた。陸騰らは水邏城の冉令賢を破り、五子王のもとに使者を派遣して降伏を勧めたが、五子王は聞き入れなかった。陸騰は王亮を派遣して牢坪に駐屯させ、司馬裔を双城に向かわせて攻略を図った。陸騰は反乱側の逃走を予測して、あらかじめ先に回り込んで柵を立てさせていた。案の如くに逃走した反乱軍をほしいままに撃破した。五子王は石黙城で捕らえられ、向宝勝も双城で捕らえられて、向氏の首領たちはことごとく斬られた。